# Райстинг
Райстинг (нем. Raisting) — община в Германии, в земле Бавария. 
Подчиняется административному округу Верхняя Бавария. Входит в состав района Вайльхайм-Шонгау.  Население составляет 2235 человек (на 31 декабря 2010 года). Занимает площадь 21,98 км².

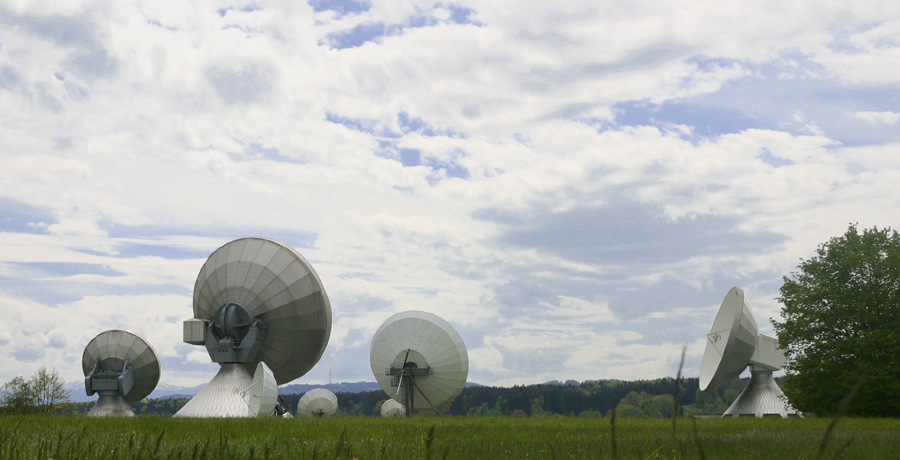
Райстинг